# 马尔施维茨
马尔施维茨（德語：Malschwitz）是德国萨克森州的市镇，隶属于包岑县。总面积为93.27平方千米，截至2023年12月31日总人口为4,727人。